# Maria Amalia von Brandenburg

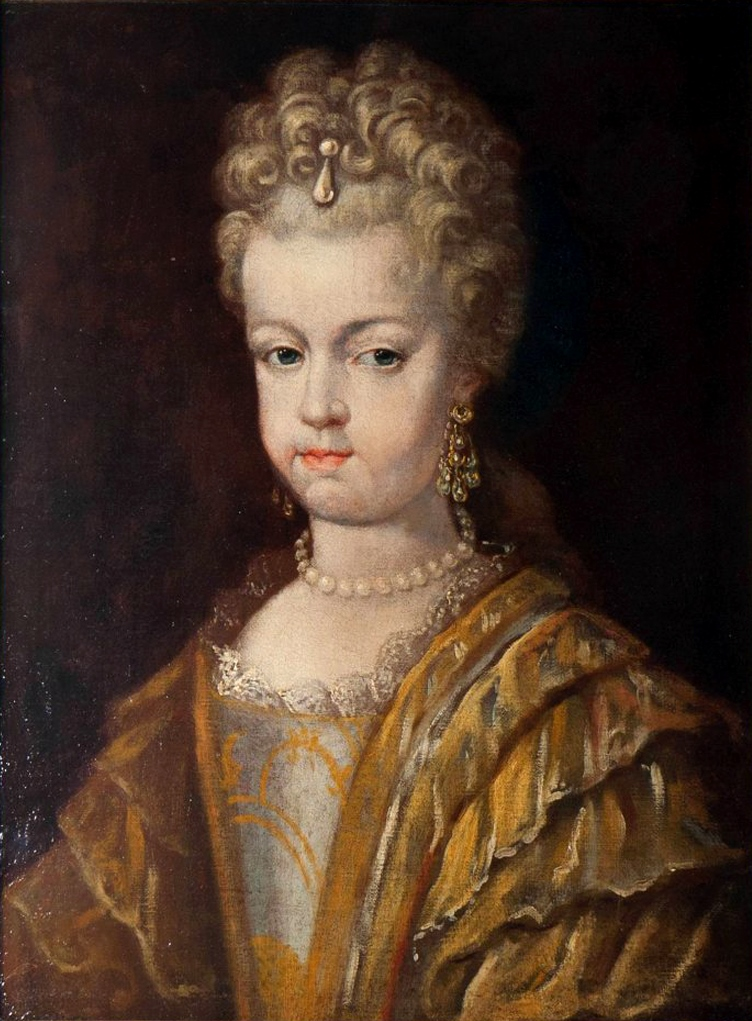
Maria Amalia von Brandenburg, Herzogin von Sachsen-Zeitz

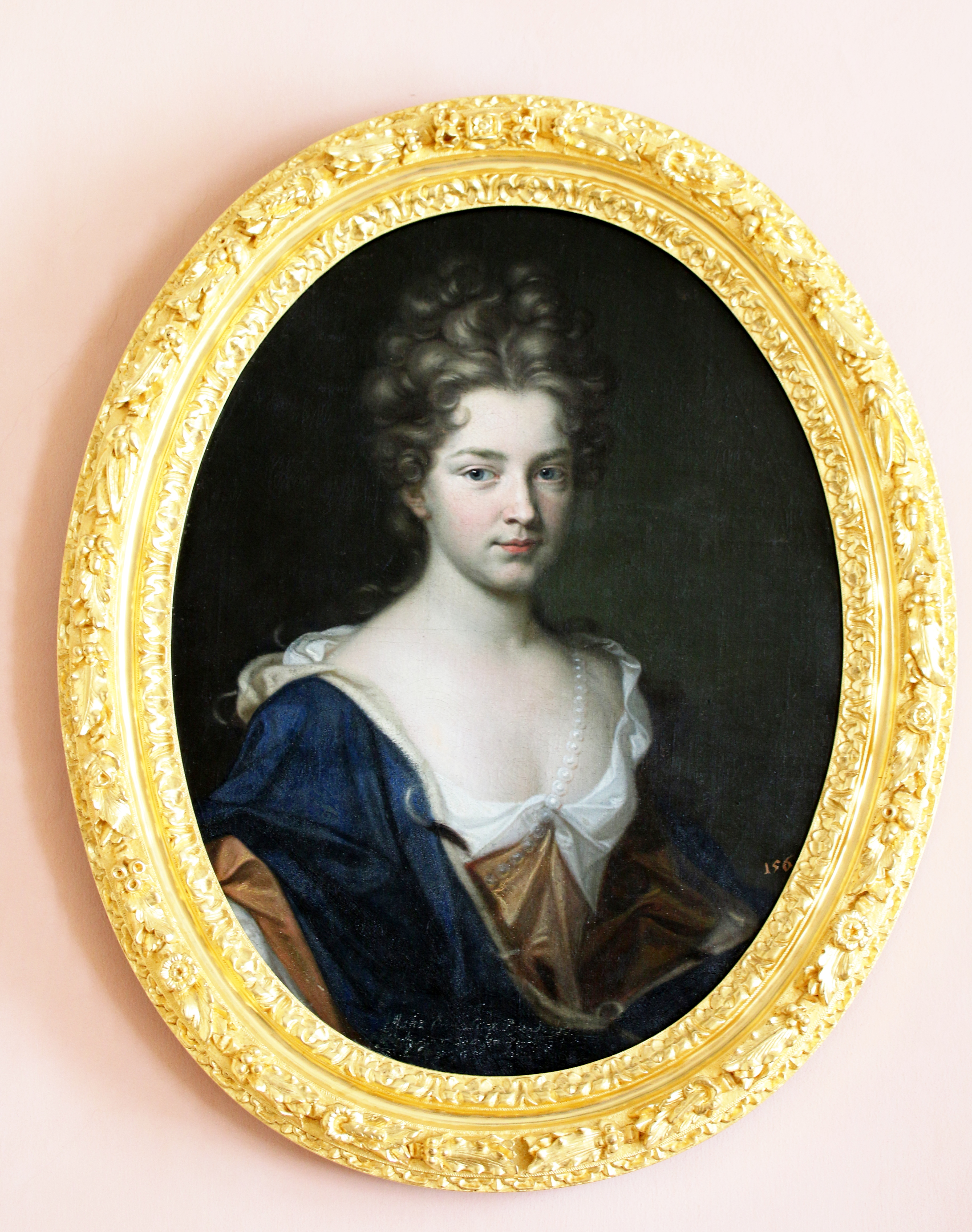
Maria Amalia

Maria Amalia von Brandenburg (* 26. November 1670 in Cölln, heute zu Berlin; † 17. November 1739 auf Schloss Bertholdsburg in Schleusingen) war eine Prinzessin und Markgräfin von Brandenburg aus dem Hause Hohenzollern und durch Heirat Herzogin des kursächsischen Sekundogenitur-Fürstentums Sachsen-Zeitz.

## Familie
Sie war die älteste Tochter des „Großen Kurfürsten“ Friedrich Wilhelm von Brandenburg aus dessen zweiter Ehe mit Dorothea Sophie von Schleswig-Holstein-Sonderburg-Glücksburg, Tochter des Herzogs Philipp von Schleswig-Holstein-Sonderburg-Glücksburg.

## Leben
Als Herzogin besuchte sie 1709 den Wilhelmsbrunnen, dessen Ausbau als Badeort sie maßgeblich förderte.
Sie starb 69-jährig in der ehemaligen hennebergischen Residenzstadt Schleusingen, die sie nach dem Tod ihres Gemahls als Wittum erhalten hatte, und wurde auf Grund der Verbindung ihrer Tochter mit dem hessischen Fürstenhaus in der Fürstengruft der St. Martinskirche zu Kassel beigesetzt.

## Ehe und Nachkommen
In erster Ehe wurde sie am 20. August 1687 in Potsdam mit Erbprinz Karl zu Mecklenburg, Sohn des Herzogs Gustav Adolf, Herzog zu Mecklenburg und der Magdalena Sibylla von Schleswig-Holstein-Gottorf verheiratet. Am 15. März 1688 starb ihr Mann Karl an Blattern. Am selben Tag erlitt sie eine Frühgeburt, die das Kind nicht überlebte.
In zweiter Ehe heiratete sie am 25. Juni 1689 in Potsdam Herzog Moritz Wilhelm von Sachsen-Zeitz, Sohn des Herzogs Moritz von Sachsen-Zeitz und der Dorothea Maria von Sachsen-Weimar, den sie um 21 Jahre überlebte. Aus der Verbindung gingen folgende Kinder hervor:
- Friederich Wilhelm (* 26. März 1690 auf Schloss Moritzburg in Zeitz; † 15. Mai 1690 ebenda), Erbprinz von Sachsen-Zeitz
- Dorothea Wilhelmine (* 20. März 1691 auf Schloss Moritzburg in Zeitz; † 17. März 1743 in Kassel), Prinzessin von Sachsen-Zeitz ⚭ (27. September 1717 in Zeitz) Wilhelm VIII., Landgraf von Hessen-Kassel
- Karoline Amalie (* 24. Mai 1693 auf Schloss Moritzburg in Zeitz; 5. September 1694 ebenda), Prinzessin von Sachsen-Zeitz
- Sofie Charlotte (* 25. April 1695 auf Schloss Moritzburg in Zeitz; 18. Juni 1696 ebenda), Prinzessin von Sachsen-Zeitz
- Friedrich August (* 12. August 1700 auf Schloss Moritzburg in Zeitz; 17. Februar 1710 in Halle), Erbprinz von Sachsen-Zeitz